# Sénégal aux Jeux olympiques d'été de 1972
L'équipe olympique du Sénégal participe aux Jeux olympiques d'été de 1972 à Munich. Elle n'y remporte aucune médaille. Robert N'Diaye est le porte-drapeau d'une délégation sénégalaise comptant 38 sportifs (38 hommes).